# Handfull
Handfull var ett äldre svensk rymdmått, som avsåg så mycket som ryms i en kupad hand. Storleken varierar därför med handens storlek. Ordet var, liksom grepp, vanligt i äldre kokböcker som måttangivelse för exempelvis mjöl och socker.
En handfull kan även i överförd mening användas för att beskriva ett mindre antal av något.